# Cray XE6
Il Cray XE6 (nome in codice durante lo sviluppo Baker) è un'architettura di supercomputer sviluppata dalla Cray e presentata il 25 maggio 2010. Quest'architettura è un'evoluzione della precedente Cray XT6. L'architettura XE6 utilizza gli stessi nodi blade della XT6 basati su AMD Opteron 6100 a 8 o 12 core, in grado di contenere fino a 2304 core di calcolo per armadio. La nuova architettura rimpiazza la precedente rete SeaStar2+ con la nuova rete Gemini, questa è basata su una topologia a toro tridimensionale. Ogni nodo XE6 ha spazio per due processori e 32 o 64 GB di DDR3 SDRAM. Due nodi condividono un router Gemini.
L'XE6 utilizza come sistema operativo il Cray Linux Environment 3. Questo incorpora la SUSE Linux e il Cray Compute Node Linux.